# Un pettirosso da combattimento
Un pettirosso da combattimento è un album musicale di Loredana Bertè, pubblicato nel 1997 dalla Farita e distribuito da Sony Music.
È il primo album di Loredana Bertè uscito dopo la morte della sorella Mia Martini (a lei interamente dedicato), e il diciottesimo della sua carriera. Tutti i brani (eccetto L'esodo e Padre davvero) portano la sua firma.
Il titolo dell'album prende spunto dalla canzone La domenica delle salme di Fabrizio De André: la Bertè chiese personalmente al cantautore il permesso per l'utilizzo di questo suo verso.

## Descrizione
L'album ebbe una gestazione difficile in quanto nel 1996, Renato Zero, che doveva inizialmente esserne l'editore, continuava a insistere su una produzione più commerciale, mentre la Bertè spingeva per un taglio decisamente più rock. A metà lavoro, i due litigarono e Zero si appropriò di quanto era stato realizzato fino a quel momento, chiedendo 100 milioni di lire per il successivo utilizzo di tali registrazioni da parte della Bertè, dando origine ad una contesa legale. A questo punto la Bertè registrò nuovamente le sue canzoni con la produzione artistica del musicista Mauro Paoluzzi e il disco venne distribuito dalla Sony.
Ma a causa di un'altra controversia, legata al brano Rap di fine secolo, l'artista venne nuovamente trascinata in una seconda battaglia legale (da lei vinta nel 2003), motivo per cui l'album venne ritirato dal commercio e solo successivamente ristampato in due nuove edizioni.
In tutto uscirono tre versioni: la prima, quella ritirata dal commercio; la seconda, che vedeva l'esclusione del brano Rap di fine secolo; e la terza, che include anche il brano Pomeriggi. Nel 2012, una quarta ristampa ad opera del manager Nando Sepe (produttore esecutivo dell'album), ne assembla per la prima volta tutti insieme i 12 brani.
La canzone Luna fu presentata al Festival di Sanremo 1997, mentre La pelle dell'orso è il brano con cui partecipò per l'ultima volta al Festivalbar.
Dopo il Festival di Sanremo, la Bertè presentò l'album nel contenitore televisivo Domenica in, proponendo un pezzo a puntata.
Nel 2022 "Un pettirosso da combattimento" fu pubblicato per la prima volta in vinile tre colori (Bianco, rosso e nero)

## Tracce
1. Pomeriggi (solo terza edizione) (Philippe Leon, Loredana Bertè)
2. La pelle dell'orso – 4:59 (Mauro Paoluzzi, Loredana Bertè)
3. Condominio N. 10 – 4:10 (Philippe Leon, Loredana Bertè)
4. Luna – 4:16 (Maurizio Piccoli, Loredana Bertè)
5. Treno speciale – 4:18 (Giuseppe Deodato, Loredana Bertè)
6. L'esodo – 4:04 (Mariella Nava)
7. Rap di fine secolo (solo prima edizione ritirata) – 4:37 (Luca Rustici, Paolo Costa, Loredana Bertè)
8. Padre padrone – 4:20 (Luca Rustici, Loredana Bertè)
9. Zona venerdi – 5:22 (Philippe Leon, Loredana Bertè)
10. Cuore in stallo – 3:31 (A. M. Barletta, Philippe Leon, Loredana Bertè)
11. Padre davvero – 3:02 (Antonello De Sanctis - Piero Pintucci)
12. Buon compleanno papà – 1:06 (Loredana Bertè)

## Formazione
- Loredana Bertè – voce
- Giorgio Cocilovo – chitarra
- Max Longhi – pianoforte, tastiera
- Mauro Paoluzzi – chitarra
- Stefano Senesi – pianoforte, tastiera
- Paolo Costa – basso
- Lele Melotti – batteria
- Nicolò Fragile – pianoforte, tastiera
- Rosario Jermano – percussioni
- Roberta Petteruti, Marilu Monreale, Margherita Cazuffi, Monica Magnani – cori